# Idom Å
Idom Å er en 16 km lang å der løber på den  nordvestlige del af Skovbjerg Bakkeø. Den har sit udspring nordvest for Vind Kirke og Vind Hede i Herning Kommune, og løber overvejende mod vest, og ud i  Storåen vest for Holstebro, lidt øst for landsbyen Bur i Holstebro Kommune. Åen er omgivet af udyrkede enge, moser og rigkær, og ligger mellem plantager og heder; Vest for den midterste del af åens løb ligger den store Idom Hede, på  hvis bakker der er  flere grupper af oldtidshøje. Idom Å er en del af Natura 2000-område nr. 64 Heder og klitter på Skovbjerg Bakkeø, Idom Å og Ormstrup Hede. I 1985 blev 423 ha, efter 7 års forhandlinger,  opkøb og fjernelse af det ene af de to dambrug, fredet, for at sikre åen som et ureguleret vandløb, og i 1990 gennemførte det daværende Ringkøbing Amt udrettelse af nogle af de slyngninger i åens øvre løb, som tidligere var rettet ud. .